# Amaury Duval
Charles Alexandre Amaury Duval (ur. 28 stycznia 1760 w Rennes, zm. 12 listopada 1838 w Paryżu) – francuski prawnik, dyplomata, pisarz. 

## Życiorys
Był autorem wielu książek na temat historii Paryża. Do jego dzieł należą:
- Paris et ses monuments, mesurés, dessinés et gravés par Baltard, architecte, avec des descriptions historiques par le citoyen Amaury-Duval (1803-05)
- Un songe d'Alexandre, fragment d'un poëme d'Arrien, retrouvé et publié par Amaury Duval (1810)
- Les Fontaines de Paris anciennes et nouvelles, ouvrage contenant 60 planches dessinées et gravées au trait, par M. Moisy, accompagnées de descriptions historiques et de notes critiques et littéraires, par M. Amaury Duval (1812)
- Mémoires historiques, politiques et littéraires sur le royaume de Naples par M. le comte Grégoire Orloff, publiés avec des notes et additions par Amaury Duval (5 tomów, 1819-31)
- Monuments des arts du dessin chez les peuples tant anciens que modernes, recueillis par le Baron Vivant Denon, pour servir à l'histoire des arts, lithographiés par ses soins et sous ses yeux, décrits et expliqués par Amaury Duval (4 tomy, 1829)
- Souvenirs (1829-1830)

Był bratem dramaturga Alexandre Duval. Jeden z dwóch jego synów, Eugène-Emmanuel Amaury-Duval, był malarzem.